# Glastonbury Tor
Glastonbury Tor är en kulle i Storbritannien.   Den ligger i grevskapet Somerset och riksdelen England, i den södra delen av landet, 180 km väster om huvudstaden London. Toppen på Glastonbury Tor är 128 meter över havet, eller 122 meter över den omgivande terrängen. Bredden vid basen är 3,6 km.
Terrängen runt Glastonbury Tor är huvudsakligen platt.Runt Glastonbury Tor är det ganska tätbefolkat, med 160 invånare per kvadratkilometer. Trakten runt Glastonbury Tor består till största delen av jordbruksmark.